# Théâtre Talipot
Le Théâtre Talipot était une compagnie théâtrale de l'île de La Réunion, département d'outre-mer français dans le sud-ouest de l'océan Indien. Elle a été fondée en 1986 par Philippe Pelen Baldini et était située au Port. Le Théâtre Talipot est devenu la Compagnie Porteurs d'eau en 2012 et est basée à Saint-Denis de la Réunion.